# بزرگراه میان‌ایالتی ۷۳
بزرگراه میان ایالتی ۷۳ (به انگلیسی: Interstate-73، مخفف:I-73) یکی از بزرگراه‌های میان ایالتی آمریکاست. که مسیر شمالی-جنوبی داشته و زیرمجموعه ندارد.